# Prosthechea pulchra
Prosthechea pulchra là một loài thực vật có hoa trong họ Lan. Loài này được Dodson & W.E.Higgins mô tả khoa học đầu tiên năm 2001.